# Venturia ocypeta
Venturia ocypeta là một loài tò vò trong họ Ichneumonidae.